# Lars Bender
Pour les articles homonymes, voir Bender.
Lars Bender est un footballeur allemand né le 27 avril 1989 à Rosenheim en Allemagne. Il joue au poste de milieu de terrain et effectue une grande partie de sa carrière au Bayer Leverkusen en Bundesliga (341 matchs joués et 27 buts marqués). Il joue actuellement au TSV Brannenburg, en D8 allemande.
Son frère jumeau, Sven Bender, le rejoint en juillet 2017 au Bayer Leverkusen. Ensemble, ils étaient vice-champion olympique 2016 avec l'équipe d'Allemagne.

## Carrière en club

### Débuts de carrière
Lars Bender a joué de 1993 à 1999 dans la jeunesse du TSV Brannenburg, et de 1999 à 2002, il faisait partie des équipes jeunes de SpVgg Unterhaching. À l'été 2002, il a rejoint l'équipe jeune du 1860 München.

### 1860 Munich
En août 2006, Bender a joué son premier match pour 1860 Munich II dans la Regionalliga Süd. En octobre, il était remplaçant non utilisé dans l'équipe senior du 1860 Munich, et le 27 novembre 2006, à l'âge de 17 ans, il a fait ses débuts professionnels lors du match à domicile contre le TuS Koblenz en 2. Bundesliga. Lors de sa première saison professionnelle, il a joué 13 matchs, dont neuf dans le onze de départ. Cette saison-là, Bender a remporté le trophée Fritz-Walter, devançant Marko Marin de Mönchengladbach et son frère jumeau, Sven Bender. Lors de sa deuxième saison, il était un joueur régulier au milieu de terrain défensif. Le premier jour de la nouvelle saison, il a marqué son premier but. Bender a commencé la saison 2008-2009 en tant que joueur régulier. Lors du deuxième match de ligue contre FSV Frankfurt le 3 octobre 2008, il a pris le brassard de capitaine et est devenu, à 19 ans, le plus jeune capitaine de l'histoire du 1860 Munich. Mais le 20 octobre, il a été gravement blessé et après plusieurs blessures, il a terminé cette saison avec seulement 15 matchs joués. Au cours de ses trois saisons professionnelles avec 1860 München en 2. Bundesliga, il a joué 58 matchs et marqué quatre buts,.

### Bayer 04 Leverkusen
Le 18 août 2009, Bender a signé un contrat de trois ans avec Bayer Leverkusen. Il a joué son premier match en Bundesliga en entrant en jeu lors de la sixième journée et a été utilisé comme remplaçant dans la plupart des 20 matchs qu'il a joués lors de sa première saison à Bayer Leverkusen. Il a marqué son premier but en Bundesliga contre Eintracht Frankfurt le 16 septembre, lors d'une victoire finale 4-0. La saison suivante, sa position au milieu de terrain défensif est restée compétitive et il était souvent le deuxième choix, mais il a joué 27 matchs et marqué trois buts. Lors de la saison 2011-2012, il était un joueur régulier et a joué la plupart des matchs sur toute la saison, interrompu uniquement par une pause forcée due à une blessure musculaire au printemps 2012. Le 21 mars 2012, Bender a signé un nouveau contrat avec Leverkusen jusqu'en 2018. Lors de la saison Bundesliga 2012-2013, il a joué 33 matchs, marqué 3 buts et réalisé 6 passes décisives. Le 31 octobre 2013, il a prolongé son contrat avec Leverkusen jusqu'en 2019.

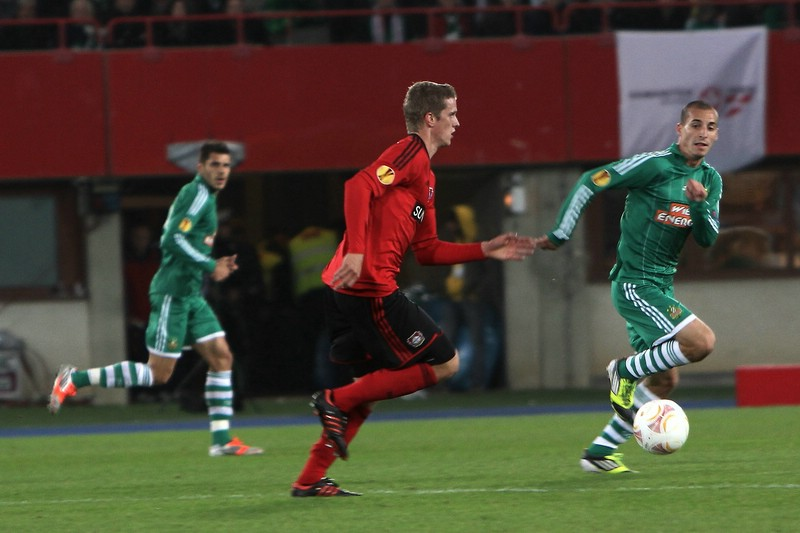
Bender jouant pour Bayer Leverkusen, 2012

Lors de la saison 2013-2014, il a joué 29 matchs et marqué trois buts en Bundesliga, malgré des blessures pendant la majeure partie de septembre et octobre et à nouveau au printemps 2014. Lors de la saison 2014-2015, il est revenu sur le terrain et a joué 26 matchs en Bundesliga, marquant un but contre SC Paderborn 07. En Ligue des champions de l'UEFA, il a aidé Leverkusen à terminer deuxième de la phase de groupes derrière AS Monaco, mais a ensuite été éliminé par Atlético Madrid en huitièmes de finale. Pour la saison 2015-2016, l'entraîneur Roger Schmidt l'a nommé nouveau capitaine de l'équipe à la place de Simon Rolfes, qui avait mis fin à sa carrière à la fin de la pré-saison. Cette saison a été difficile pour lui, après une longue blessure d'octobre 2015 à mars 2016, et il n'a joué que 10 matchs en Bundesliga et a participé à deux matchs en Ligue des champions. Bender a renoncé au capitanat avant la saison 2020-2021 en raison de ses problèmes de blessures, passant le rôle à Charles Aránguiz. Les deux Bender ont conjointement annoncé qu'ils prendraient leur retraite du football à la fin de la saison 2020-2021.
Bender a joué son dernier match professionnel le 22 mai 2021, lors de la dernière journée de la 2020–2021 Bundesliga, où Leverkusen affrontait Borussia Dortmund. C'était son 256e match en première division pour Leverkusen. Il a remplacé son frère Sven, qui jouait également son dernier match, à la 89e minute alors que Leverkusen se voyait attribuer un penalty. Lars Bender a tiré le penalty, et dans un geste respectueux, le gardien de Dortmund Roman Bürki l'a laissé marquer sans faire d'effort pour arrêter le tir. Le dernier but de la carrière professionnelle de Bender n'était qu'un but de consolation car Leverkusen a perdu le match 3-1.

## Carrière internationale

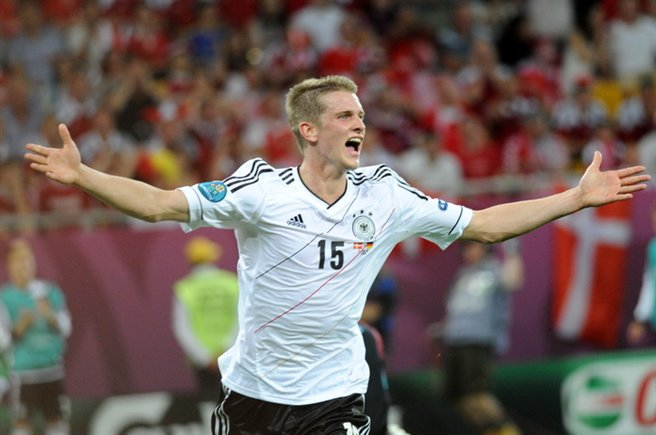
Bender célébrant son but contre le Danemark lors de l'Euro 2012

Il faisait partie de l'équipe allemande des moins de 19 ans qui a remporté le Championnat d'Europe de football des moins de 19 ans 2008. Lui et son jumeau Sven ont été conjointement nommés joueurs du tournoi.
Bender a été choisi pour faire partie des 23 joueurs allemands pour l'Euro 2012. Il a marqué le but de la victoire à la 80e minute lors du dernier match de groupe contre le Danemark,.
Le 29 mai 2013, Bender a marqué deux fois lors d'une victoire 4-2 contre l'Équateur.
Il a été nommé dans la liste provisoire des 30 joueurs allemands pour la Coupe du monde de la FIFA 2014, mais s'est retiré le 23 mai à la suite d'une blessure à la cuisse lors d'un entraînement. L'entraîneur Joachim Löw a déclaré : « Je suis personnellement très désolé pour Lars car je sais combien il voulait être au Brésil,, quand un joueur est écarté si près d'un tournoi, c'est très décevant pour tout le monde ». Il a joué ses derniers matchs internationaux pour l'Allemagne fin 2014,.
Lars faisait partie de l'équipe olympique allemande pour Rio avec son jumeau et Nils Petersen, qui étaient les trois joueurs sélectionnés de plus de 23 ans, remportant la médaille d'argent.

## Style de jeu
Bender jouait généralement comme milieu défensif ou arrière droit. Il est connu pour son style tout-action et possède de bonnes capacités de tacle, de passe et d'interception de balle.

## Carrière d'entraîneur
En juin 2022, la Fédération allemande de football l'a nommé nouveau entraîneur adjoint de l'équipe nationale allemande des moins de 15 ans.

## Palmarès
Allemagne Olympique
Médaille d'argent aux Jeux Olympiques en 2016

## Statistiques
| Saison                | Club                  | Championnat           | Championnat | Championnat | Championnat | Coupe(s) nationale(s) | Coupe(s) nationale(s) | Coupe(s) nationale(s) | Compétition(s) continentale(s) | Compétition(s) continentale(s) | Compétition(s) continentale(s) | Compétition(s) continentale(s) | Total | Total | Total |
| Saison                | Club                  | Division              | M.          | B.          | P.d.        | M.                    | B.                    | P.d.                  | Comp.                          | M.                             | B.                             | P.d.                           | M.    | B.    | P.d.  |
| 2006-2007             | Munich 1860           | 2.B                   | 13          | 0           | 0           | 0                     | 0                     | 0                     | -                              | -                              | -                              | -                              | 13    | 0     | 0     |
| 2007-2008             | Munich 1860           | 2.B                   | 28          | 1           | 1           | 3                     | 0                     | 1                     | -                              | -                              | -                              | -                              | 31    | 1     | 2     |
| 2008-2009             | Munich 1860           | 2.B                   | 15          | 3           | 0           | 2                     | 0                     | 0                     | -                              | -                              | -                              | -                              | 17    | 3     | 0     |
| 2009-2010             | Munich 1860           | 2.B                   | 2           | 0           | 0           | 1                     | 0                     | 0                     | -                              | -                              | -                              | -                              | 3     | 0     | 0     |
| Sous-total            | Sous-total            | Sous-total            | 58          | 4           | 1           | 6                     | 0                     | 1                     | -                              | -                              | -                              | -                              | 64    | 4     | 2     |
| 2009-2010             | Bayer Leverkusen      | Bundesliga            | 20          | 1           | 0           | 1                     | 0                     | 0                     | -                              | -                              | -                              | -                              | 21    | 1     | 0     |
| 2010-2011             | Bayer Leverkusen      | Bundesliga            | 27          | 3           | 1           | 2                     | 0                     | 0                     | C3                             | 10                             | 0                              | 1                              | 39    | 3     | 2     |
| 2011-2012             | Bayer Leverkusen      | Bundesliga            | 28          | 4           | 3           | 1                     | 0                     | 1                     | C1                             | 8                              | 1                              | 0                              | 37    | 5     | 4     |
| 2012-2013             | Bayer Leverkusen      | Bundesliga            | 33          | 3           | 6           | 3                     | 0                     | 0                     | C3                             | 5                              | 0                              | 1                              | 41    | 3     | 7     |
| 2013-2014             | Bayer Leverkusen      | Bundesliga            | 29          | 3           | 1           | 4                     | 1                     | 1                     | C1                             | 6                              | 0                              | 0                              | 39    | 4     | 2     |
| 2014-2015             | Bayer Leverkusen      | Bundesliga            | 26          | 1           | 3           | 2                     | 0                     | 0                     | C1                             | 7                              | 0                              | 0                              | 35    | 1     | 3     |
| 2015-2016             | Bayer Leverkusen      | Bundesliga            | 11          | 1           | 4           | 2                     | 1                     | 0                     | C1                             | 4                              | 0                              | 0                              | 17    | 2     | 4     |
| 2016-2017             | Bayer Leverkusen      | Bundesliga            | 9           | 0           | 1           | 0                     | 0                     | 0                     | C1                             | 3                              | 0                              | 0                              | 12    | 0     | 1     |
| 2017-2018             | Bayer Leverkusen      | Bundesliga            | 21          | 2           | 4           | 3                     | 1                     | 0                     | -                              | -                              | -                              | -                              | 24    | 3     | 4     |
| 2018-2019             | Bayer Leverkusen      | Bundesliga            | 20          | 1           | 4           | 2                     | 0                     | 0                     | C3                             | 5                              | 0                              | 0                              | 27    | 1     | 4     |
| 2019-2020             | Bayer Leverkusen      | Bundesliga            | 19          | 2           | 0           | 2                     | 0                     | 0                     | C1+C3                          | 4+4                            | 0+0                            | 0                              | 29    | 2     | 0     |
| 2020-2021             | Bayer Leverkusen      | Bundesliga            | 14          | 1           | 2           | 2                     | 1                     | 0                     | C3                             | 4                              | 0                              | 0                              | 20    | 2     | 2     |
| Sous-total            | Sous-total            | Sous-total            | 257         | 22          | 22          | 24                    | 4                     | 3                     | -                              | 60                             | 1                              | 2                              | 341   | 27    | 27    |
| Total sur la carrière | Total sur la carrière | Total sur la carrière | 315         | 25          | 23          | 30                    | 4                     | 4                     | -                              | 60                             | 1                              | 2                              | 405   | 30    | 29    |